# Wickerer König Wilhelmsberg

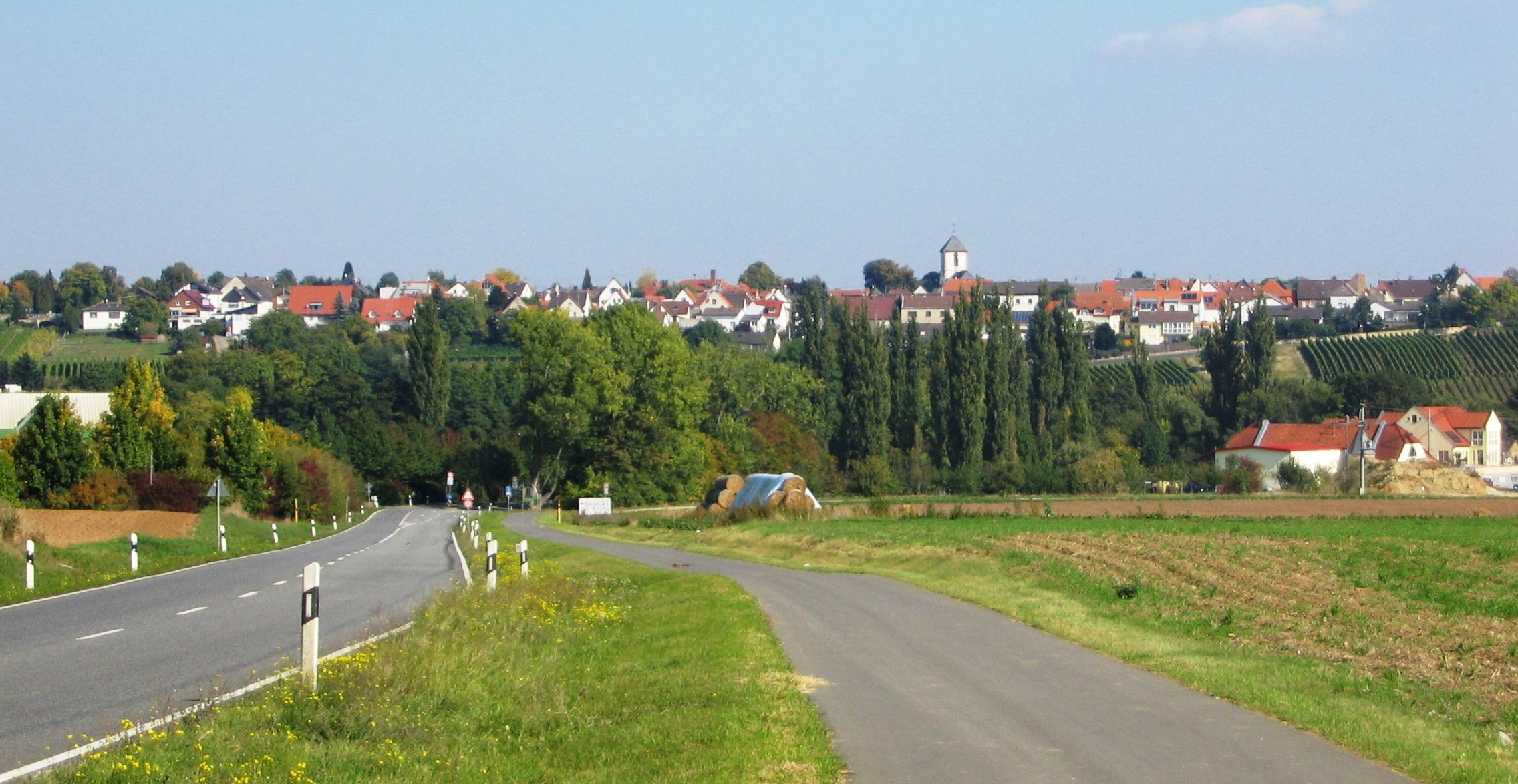
Blick von der B 40 im Westen auf den Wickerer Berg; am rechten Bildrand unterhalb der Ortschaft ist ein Teil der Weinlage zu sehen

Der Wickerer König Wilhelmsberg ist eine Weinlage im Flörsheimer Stadtteil Wicker im Rheingau. Sie gehört zur Großlage Daubhaus und verfügt über eine Rebfläche von 2,4 ha.

## Namensursprung
Nach dem Krieg von 1866 entstand 1868 aus den 1866 von Preußen annektierten Ländern Kurhessen und Nassau, dem ehemaligen Hessen-Homburg sowie den Kreisen Biedenkopf (Hessisches Hinterland) und Vöhl des Großherzogtums Hessen, der Freien Stadt Frankfurt und den bayerischen Bezirken Gersfeld und Orb die preußische Provinz Hessen-Nassau.
Der damalige Besitzer des Weinbergs Wickerer Berg und Hoflieferant des preußischen Königs und späteren ersten deutschen Kaisers Wilhelm I., Georg Kroeschel, benannte daraufhin mit der Genehmigung Wilhelms I., der den Wickerer Wein schätzte, die Weinlage in König Wilhelmsberg um.
Zur Erinnerung wurde im Jahre 1875 für 1.500 Gulden eine durch den Fuldaer Bildhauer Adam Kramer (1826–1885) angefertigte 8 m hohe, sich nach oben verjüngende ionische Steinsäule mit einem gusseisernen Preußenadler aufgestellt. Die Rundsäule trägt heute einen republikanischen Adler, der frühere preußische Adler war beim Kriegsende zerstört worden. Der Sockel des Denkmals trägt auf einer Seite ein Bildrelief Kaiser Wilhelms I. mit Lorbeerkranz, an den übrigen drei Seiten sind goldfarben hinterlegte Schriftzüge angebracht.

## Weinlage und Weincharakteristika
Der Wickerer König Wilhelmsberg verdankt seine Entstehung dem Wickerbach, der sich während der Eiszeiten in den Untergrund eintiefte und so als Grundlage jeder guten Weinlage einen Hang schuf. Dieser ist in Richtung Südwesten und somit optimal zur Sonne ausgerichtet und zählt zu den Premiumweinlagen Erstes Gewächs Rheingau. 
Auf dem aus schwerem Lehmtonmergel bestehenden alttertiären Letten-Boden mit sehr großem Nährstoffpotenzial wachsen kräftige und fruchtbetonte Weine mit markanter, gut eingebundener Säure. Sie benötigen Reifezeit und verfügen über eine lange Lebensdauer.

## Eigentumsverhältnisse
Seit 1928 befindet sich die Weinlage im Alleinbesitz der Familie Hück in Hochheim am Main.